# Пыздры (гмина)
Пыздры (пол. Pyzdry) — гмина (волость) в Польше, входит как административная единица в Вжесьнёвский повет, Великопольское воеводство. Население — 7182 человека (на 2004 год).

## Сельские округа
1. Бялобжег
2. Цемерув
3. Цемерув-Колёня
4. Длуск
5. Гронды-Дольне
6. Гронды-Гурне
7. Крушины
8. Ксаверув
9. Лисево
10. Петшикув
11. Петшикув-Колёня
12. Ратае
13. Руда-Коморска
14. Тарнова
15. Тшчанки
16. Вальга
17. Вромбчинек
18. Вромбчинковске-Холендры
19. Замость
20. Заповедня

## Соседние гмины
1. Гмина Гизалки
2. Гмина Колачково
3. Гмина Лёндек
4. Гмина Загурув
5. Гмина Жеркув